# Redoutable (1876)
«Редутабль» був броненосцем з центральною батареєю та барбетами французького флоту. 

## Конструкція
Це був перший військовий корабель у світі, який використовував сталь як основний будівельний матеріал. Їй передували броненосці типу «Кольбер», а їх змінив тип «Девастасьон».
Порівняно із залізом сталь забезпечує більшу міцність конструкції за меншої її ваги. Франція була першою країною, яка виробляла сталь у великих кількостях, використовуючи процес Сіменса. Проте на той час сталеві пластини ще мали деякі дефекти, а зовнішня обшивка днища корабля була зроблена з кованого заліза.
Гармати головного калібру були розташовані у центральній батареї, по дві з кожного боку, ще дві у барбетах  на верхній палубі і одна на кормі. 

## Історія служби
«Редутабль»  входив до складу французької середземноморської ескадри.
«Редутабль» був присутній під час переговорів щодо Заключного протоколу, договору, підписаного 7 вересня 1901 року з Цінським Китаєм після Боксерського повстання. 